# Eero Markkanen
Eero Markkanen (Jyväskylä, 3 juli 1991) is een Fins voetballer die uitkomt voor de Finse club FC Haka Valkeakoski. Hij speelt als aanvaller. Met HJK Helsinki won hij in 2013 de Finse landstitel. Markkanen begon zijn profloopbaan in 2010 bij JJK Jyväskylä.

## Interlandcarrière
Onder leiding van bondscoach Mika-Matti Paatelainen maakte Markkanen zijn interlanddebuut voor Finland op 29 mei 2014 in de vriendschappelijke wedstrijd tegen Litouwen (1-0 nederlaag) in Ventspils. Hij viel in die wedstrijd na 45 minuten in voor Roman Jerjomenko.

## Erelijst
HJK Helsinki
- Fins landskampioen

2013
2 Edh ·
3 Isherwood ·
4 Papagiannopoulos ·
5 Milošević  ·
6 Ellingsen ·
7 Salétros ·
8 Valakari ·
10 Celina ·
11 Guidetti ·
12 Björnström ·
15 Nordfeldt ·
16 Hansen ·
17 Thychosen ·
18 Ali ·
19 Beširović ·
20 Uddenäs ·
23 Janošević ·
24 Fanne ·
28 Pittas ·
30 Diawara ·
31 Gono ·
37 Faqa ·
43 Andersson ·
45 Ayari ·
47 Fesshaie ·
Coach: Thomassen
· Keeperstrainer: Stamatopoulos